# Rödgods
Rödgods är legeringar innehållande främst koppar. En annan benämning är rödmetall.
Benämningen kommer av att materialet, på grund av hög kopparhalt, skimrar åt det röda hållet, när det jämförs med den mer gulaktiga mässingen. Sammansättningen kan variera något. Några typiska sammansättningar visas i rutan.

## Egenskaper och användning
Rödgods används för sin goda gjutbarhet, korrosionsbeständighet, trycktäthet och nötningsbeständighet. Blytillsatsen gör det lättarbetat med skärande verktyg. Materialet används främst till ventiler, kranar, beslag och liknande. Smältpunkten för rödgods ligger mellan 890 och 950 °C. Brinellhårdheten varierar från 60 till 135 kp/mm².